# Copicucullia basipuncta
Copicucullia basipuncta là một loài bướm đêm trong họ Noctuidae.